# سيدتي ديكور (مجلة)
سيدتي ديكور، كل جديد في عالم الديكور.

## محتوى المجلة
سيدتي ديكور، هي مجلة فصليّة متخصّصة بعوالم الديكور والتصميم والعمارة، تطلّ مع كلّ موسم من مواسم السنة لترشدك إلى كيفيّة الاهتمام بتفاصيل المنزل الذي تقضين فيه جلّ وقتك، مع الحرص على أن يجمع هذا الأخير عناصر الراحة والاسترخاء، وتحقّق مكوّناته وظائفها على أتمّ وجه.
وفي رحلة بحثها عن كلّ جديد، تتقدّم كلّ عدد صيحات الموضة في عالم الأثاث و«الأكسسوارات» والمساحات الخارجيّة، وأفكار المصمّمين اللافتة التي تكسر كلّ القواعد المستحيلة!
وثمّة إطلالة على عالم المشاهير، في محاولة لرسم صورة بين الشخصيّة والمكان الذي تسكنه، بدون إغفال معارض الديكور الحديثة وأمكنة فريدة من العالم.

## رؤساء تحرير مجلة سيدتي
حاليا يرأس تحرير المجلة منذ عام 2005 محمد فهد الحارثي.

### شركات المجموعة
- الشركة السعودية للأبحاث والنشر'
- الشركة السعودية للنشر المتخصص'
- الخليجية للإعلان والعلاقات العامة'
- الشركة العربية للوسائل'
- الشركة السعودية للطباعة والتغليف'
- الشركة السعودية للتوزيع'
- المدينة المنورة للطباعة والنشر'
- شركة مطابع هلا'

## وصلات خارجية
- موقع مجلة سيدتي ديكور